# 진경준
진경준(陳炅準, 1967년 4월 3일 - )은 대한민국의 법률가이다. 1995년 검사에 임용된 이래 2016년까지 검사 생활을 하였다.

## 논란

### 넥슨 주식 파문
2016년 3월, 정부공직자윤리위원회가 고위 공직자들의 재산 현황을 공개하였는데 진경준 법무부 출입국 외국인 정책본부장이 156억 원으로 재산 증가액 1위를 차지하게 된다. 이것은 그가 보유하고 있던 넥슨 주식 126억 원 어치를 처분했기 때문인데 논란이 된 것은 그 주식이 넥슨이 상장되기 전인 2005년에 매입했다는 것이다.
의혹이 제기되자 진경준은 사표를 제출하였고 법무부는 이것을 수리하지 않고 법무연수원 연구위원으로 사실상 대기발령인 전보를 시켰다. 그리고 이금로 인천지검장을 특임검사로 지명해 '진경준 사건'을 배당한다.
진경준은 특정범죄가중처벌법상 뇌물 혐의로 체포되어 7월 18일 현직 검사장으로는 처음으로 구속되었고 공무원직에서 해임되었다. 현직 검사장이 구속된 상태로 재판에 넘겨진 것도, 차관급인 검사장에 대한 해임 결정이 나온 것도 처음이었다. 더불어민주당은 '파면 처분'이 아닌 '해임 처분'된 것에 대해 문제를 제기하기도 하였다.
다만, '국회의원'인 송옥주 더민주 대변인이 '파면 처분'이 아닌 점을 지적질하는 것은 적반하장이다는 비판이 있다. 왜냐하면 현직 검사를 파면하기 위해서는 '국회'의 탄핵이 필요하기 때문이다(검찰청법 제37조). 즉 국회가 해야할 일임에도불구 전형적인 '남탓'으로 보일 수 있기 때문이다. 한편, 국회에 '탄핵소추'를 권고 내지 청원할 수는 있었지 않았을까에 대해서 관련 법학자들의 논의는 필요하다 할 것이다. 피의자가 자백한 마당에도(진경준은 수뢰 혐의를 인정하는 '자수서'를 특임검사팀에 제출했으나 이것은 '자수'가 아닌 '자백'으로 보인다) 법원의 '확정 판결'을 기다려야 한다는 문제점에 대해서도 입법론적 검토가 필요하다 할 것이다(법관의 파면과 달리 검사의 파면은 헌법이 아닌 법률 개정으로 정할 수 있고, 파면 처분에 탄핵이 요건으로 규정된 것도 1986년 개정으로 도입된 것이다).

서울중앙지법 형사합의27부(재판장 김진동 부장판사)는 2016년 12월 13일 ‘법조 게이트’에 연루된 진경준 전 검사장(49)에 대해 넥슨 창업주인 김정주 NXC 대표(48)로부터 넥슨 공짜주식 1만주, 제네시스 차량, 여행경비 5000여만원 등 총 9억원의 금품을 받은 혐의(특정범죄가중처벌법상 뇌물) 부분을  무죄라고 하면서 서용원 한진 대표(67)가 대한항공 대표이사이던 2010년 진경준 처남의 청소회사와 대한항공이 용역계약 맺도록 한 부분에 대해서만 혐의를 인정해 징역 4년을 선고하면서 "김정주 넥센 대표가 금품을 준 시점과 김 전 대표·넥슨의 현안, 고등학교 때부터 알고 지낸 ‘지음(知音)’의 관계였고, 편의를 봐준 사건이 특정되지 않았는데 단지 진경준이 검사라는 신분을 가졌다는 이유로 광범위하게 직무와의 연관성이 있다고 판단되지 않는다"고 했다. 검찰이 "김정주 대표가 장래 진경준으로부터 도움을 받을 수 있는 부분도 고려하고 준 금품이라 대가성이 있었다"고 한 것에 대해서도 "김정주 대표가 금품을 제공한 뒤 진경준이 실제 김정주에게 도움을 준 개연성이 없다"고 했다.
서울고등법원 형사4부 김문석 재판장은 2017년 7월 21일 특정범죄가중처벌법상 뇌물 혐의로 기소된 진경준에 대해 2005년 넥슨 주식을 처음 취득할 때 김정주 대표가 대금을 제공한 부분을 유죄로 판단할 뿐만 아니라 김정주 대표로부터 넥슨홀딩스 명의로 리스된 제네시스 승용차를 무상으로 이용하고, 명의를 넥슨홀딩스에서 자신의 처남으로 이전하는 비용 3000만원을 받고 가족의 미국여행 비용 등도 포함하여 뇌물을 인정하여   징역 7년, 벌금 6억원, 추징금 5억여원을 선고했다.
하지만 대법원 1부(주심 김신 대법관)는 12월 22일  "당시 김정주 대표나 넥슨이 수사를 받기는 했지만, 진경준 전 검사장이 수사를 처리할 권한이 없었고 장래에 담당할 직무에 관한 대가로 금품을 받았다고 단정하기도 어렵다"며 뇌물죄 구성요건인 '직무관련성'과 '대가성'을 인정하지 않으며 서울고등법원으로 사건을 환송했다.

## 학력
- 1986년 환일고등학교 졸업
- 1990년 서울대학교 사법학과 졸업
- 1999년 하버드 로스쿨 LLM(법학 석사) 수료
- 2004년 서울대학교 대학원 법학 박사

## 경력
- 1988년 제30회 사법시험 합격
- 1989년 제33회 행정고시 합격
- 1992년 제21기 사법연수원 수료
- 1992년 대한민국 공군 군법무관
- 1995년 서울중앙지방검찰청 검사
- 1998년 부산지방검찰청 검사
- 1999년 미국 뉴욕주 변호사 시험 합격
- 2002년 금융정보분석원 심사기획팀장
- 2004년 법무부 검찰국 검사
- 2006년 법무부 검찰과 검사
- 2007년 춘천지방검찰청 속초지청장
- 2008년 법무부 국제형사과장
- 2009년 법무부 형사기획과장
- 2009년 서울중앙지방검찰청 금융조세조사제2부장검사
- 2010년 부산지방검찰청 형사제1부장검사
- 2011년 대검찰청 미래기획단장 겸 국제협력단장
- 2012년 인천지방검찰청 제2차장검사
- 2013년 04 ~ 2014년 01 의정부지방검찰청 차장검사
- 2014년 01 ~ 2015년 02 인천지방검찰청 부천지청장
- 2015년 02 ~ 2015년 12 법무부 기획조정실장
- 2015년 12 ~ 2016년 05 법무부 출입국외국인정책본부장
- 2016년 05 ~ 2016년 08 법무연수원 연구위원